# 臼井利奈
臼井 利奈（うすい りな、1981年4月8日 - ）は、日本の元AV女優、元ストリッパー。2002年にAVデビュー。

## 作品

### アダルトビデオ
撮りおろし作品
2002年
- みるきぃHi-スクール。＃090（8月1日、みるきぃぷりん♪）
- 痴憾2 vol.2　痴漢と女子校生とその同級生と父親（8月3日、桃太郎映像出版）
- HIGH SCHOOL FUCK（8月8日、アイデアポケット）オムニバス作品 他出演:早乙女つくし、星川いづみ、内藤花苗
- 美脚の痴女の接吻とセックス（8月10日、ドグマ）
- 5人娘 超ー股間のアングル 5（10月1日、ワンズファクトリー）共演:武藤さき オムニバス作品
- 新婚さん○生いらっしゃい（10月19日、アイエナジー）
- コンプレックス（10月25日、パジェント）
- I LOVE RINA（10月29日、オーロラプロジェクト）
- コスプレMANIAX 3（11月、大洋図書）
- みるスポ!臼井利奈（11月6日、みるきぃぷりん♪）
- Club Venus 07（11月9日、ドリームチケット）共演:一色志乃
- H3　Triple HHH　vol.4（11月13日、麒麟堂）
- 東京メイド倶楽部 Grande2（11月20日、ドリームチケット）他出演:夏樹友香、雛乃つばめ
- Mrジョニーの性癖　性癖のある女 〜完全全裸露出〜（11月20日、SODクリエイト）共演:蘭望実
- 放課後のひ・み・つ（12月6日、大洋図書）
- 女ハ男ヲ目デ犯ス。DELUX 「オフィスが痴女だらけで大変だぁ!!」編（12月6日、ワープエンタテインメント）共演:桃井なつみ、西村あみ、安西ゆみこ、安藤恵理香、一色志乃、澤田まゆみ、飯塚マナ
- バーチャルファッカー2　貴方の願望擬似体験させてあげる（12月6日、SODクリエイト）共演:一色志乃、他出演:萩原さやか、武藤さき、山咲瞳
- 恋するOL 黒ナス部長が狙ってる（12月10日、ホットエンターテイメント）
- OFF ☆ SHOT!（12月14日、ベスト・パートナーズ）他出演:澤宮有希、田畑百子、小森詩、川奈まり子
- 甘い愛〜柔らかくって触り心地がいい〜（12月16日、ホットエンターテイメント）
- サーモグラフィSEX（12月20日、DASH(ハンドメイドビジョン））共演:武藤さき、酒井里美、田畑百子、竹内優美子
- 雌女＃24臼井利奈 (アウダースジャパン）

2003年
- 露出自慰（1月5日、未来・フューチャー）
- 淫らなお姉さんは好きですか 5（1月9日、クリスタル映像）他出演:朝河蘭、泉星香、三上翔子、みずはら美里(すぎはら美里）、樹奈美
- エンドレス レズビアン（1月10日、ドグマ）共演:桜井流々
- フェラコレ2003冬（1月15日、隼エージェンシー）他多数出演
- 美脚女教師 究極の脚線美（1月17日、ビッグモーカル）他出演:北川弓香、杉本恭子、一条凛、水野礼子、蘭望実
- I LOVE YOU 幼妻（1月25日、ホットエンターテイメント）
- スーパードキュメント 緊縛美少女くずし〜臼井利奈（2月6日、ディープス）
- メガネっ娘11人（2月7日 TMA）他10名出演
- 16人の手コキ嬢（2月13日、隼エージェンシー）他15名出演
- 競泳水着（2月14日、ジャネス）
- 義妹いじくり調教（2月14日、TMA）共演:岡野美憂、倉本安奈、七瀬カズサ
- 狙われた女子大生 深夜のレイプ魔（2月15日、ホットエンターテイメント）他出演:中山ゆい
- プチドレイ秘書（2月15日、ホットエンターテイメント）オムニバス作品
- 4時間現場生映像 vol.1（2月20日、プレステージ）
- 露出フレンド（2月20日、ドグマ）
- W痴女 倉本杏奈&臼井利奈（2月20日、ジャネス）共演:倉本安奈
- おんなのこのおなにー 3（2月20日、ディープス）他多数出演
- こんでんすみるきぃ♪♪13（3月4日、みるきぃぷりん♪）
- 男女接吻（3月6日、SODクリエイト）他出演:田村麻衣、水野礼子、古河由摩 他
- THE おしっこガマン（3月6日、SODクリエイト）他出演:上村志保、松沢はな、黒木あみ、千野彩乃、妹川尚子
- ザレズファイト（3月6日、SODクリエイト）共演:田村麻衣、飯塚マナ、古河由摩
- W痴女　二人の痴女優が男を犯しまくる! vol.4（3月8日、ジャネス）共演:倉本杏奈
- 吸ってミホ!しゃぶって美穂! 臼井利奈（3月10日、バッキービジュアルプランニング）
- 体感ファックif...7　マナと利奈のラヴラヴウォーズ（3月28日、桃太郎映像出版）共演:飯塚マナ
- 美少女 緊縛スペルマ拷問 7（3月28日、アロマ企画）
- ときめきキャンペーンガール（4月11日、メディアステーション）オムニバス作品
- 男をオカズにする女。【レズカップルのナマゴロシ】（4月17日、ワープエンタテインメント）共演:武藤さき
- 乱（4月18日、LEO）オムニバス作品
- 清純ナースと変態っぽいコト（4月20日、ホットエンターテイメント）オムニバス作品
- 帰って来た全裸スポーツシリーズ 全裸バレーボール（5月3日、ディープス）他多数共演
- かぐや姫（5月15日、ホットエンターテイメント）
- 帰って来た全裸スポーツシリーズ 全裸バスケットボール（5月17日、ディープス）他多数共演
- 帰ってきた全裸スポーツシリーズ24人公式全裸・プロフィール（5月17日、ディープス）他23名出演
- MYSTERIOUS－EYE（5月29日、ジャネス）
- くすぐりトランス（6月1日、ワンズファクトリー）
- Do You Wanna Fuck?SISTA!2（6月1日、MOODYZ）共演:森乃ひよこ、須江なつみ
- ザレズファイト2（6月5日、SODクリエイト）共演:森野あおば、矢田あき、七海りあ、山口玲子
- 全編撮り下ろし 未公開120分9人斬り（6月5日、アイエナジー）他8名出演
- セクシー秘密捜査官 RAY 悩殺コスプレミッション（6月10日、h.m.p）共演:伊東怜、武藤さき、黒木あみ
- いじめられっ娘 アルバイト編（6月13日、ビッグモーカル）共演:
- レズキスロマンスDX（6月15日、MOODYZ）共演:松坂樹梨、秋元優奈、沢口ケイ
- 帰ってきた全裸スポーツシリーズ 番外編 夜這い（6月20日、ディープス）他出演:飯塚マナ、上村志保、斉藤知華、根本美鈴、妹川尚子、永井亜季、清永伸枝
- 真・緊縛ブルマー5（6月27日、トライアングルフォース）
- 放尿伝3（6月30日、相模屋）
- 愛踊独白のモノローグ2（7月1日、AVS）
- チンポいじめ倶楽部1（7月1日、MOODYZ）共演:加山由衣、愛原莉央、中北朱莉、成宮リサ
- fiveX（7月1日、MOODYZ）共演:一色志乃、遊佐七海、ゆりあ、海野真珠
- 愛踊独白のモノローグ2（7月8日、AVS）オムニバス作品
- ザ・フィニッシュ 手コキ&おしゃぶり（7月11日、ビッグモーカル）オムニバス作品
- 不倫旅行（7月11日、ビッグモーカル）
- オナニスト（7月17日、ゴーゴーズ）オムニバス作品
- まるごと。（7月18日、Berry）
- エクスタシーキス 1（7月23日、ジャネス）共演:倉本安奈 他出演:工藤さき、水野奈菜、喜多嶋優、朝丘舞
- 24人のカリスマアイドル3（7月25日、ケイ・エム・プロデュース）他23名出演
- 街角シリーズ ちょっとHな初めての潮吹き（8月3日、はじめ企画）
- 美脚・美脚・美脚（8月3日、アイエナジー）他出演:五十嵐ゆうか、杉崎麗香
- LEG SEX（8月8日、ジャネス）他出演:水野奈菜、喜多嶋優、古賀さち、三井エリ
- ダブル拘束椅子トランス（8月10日、ドグマ）共演:宮地奈々
- 筆下ろし最高峰（8月10日、ホットエンターテイメント）他出演:水野礼子、小野かすみ、三上翔子、鈴原美幸
- 悩殺痴女教師（9月26日、ビッグモーカル）他出演:中野千夏、藤森かおり、萩原さやか
- イカサレ4時間 2（9月26日、ケイ・エム・プロデュース）出演:加山由衣、田村麻衣、すぎはら美里、三代目葵マリー
- 超-股間のアングル蔵出し厳選版（10月1日、ワンズファクトリー）
- ERO-BATTLE 4 臼井利奈VS松沢はな（10月10日、隼エージェンシー）共演:松沢はな
- 野外コスプレ最高世紀（10月15日、ホットエンターテイメント）他出演:西村あみ、矢田涼子、平井まりあ、桃さくら
- 女教師暴行白書SPECIAL（10月15日、ビジュアルインフォメーションプロダクツ）他出演:小泉ゆり、神谷麗子 他
- レズレッスン（10月23日、レイディックス）共演:若林朱里、大森るみ、清永伸枝
- 先生が誘惑的で僕もうガマンできない（10月25日、エーピーエー）オムニバス作品
- 淫獣伝奇1 女豹の絆（11月7日、レイジングカンパニー）共演:藤沢翔子
- 女教師暴行白書 2（11月14日、デジタルドリーム）他出演:秋本優奈、木下恵、岩崎圭
- LINGERIE（11月28日、ケンシロウ(ジャネス））
- FACE 2003（12月15日、MOODYZ）他出演:妹川尚子、朝倉なほ(早乙女みなき）、小池ひとみ(nao.）、美波ゆや

2004年
- みるきぃガールズ! 54（1月1日、みるきぃぷりん♪）
- AV演劇に巻き込まれた素人娘（1月20日、ホットエンターテイメント）共演:新堂真美 他出演:三上翔子
- 絵夢病棟カルテ 歓びの変態看護（1月21日、h.m.p）共演:朝倉なほ(早乙女みなき）、黒木あみ
- いい女に犯されたい!（1月23日、うまなみ。(ケイ・エム・プロデュース））共演:春野さくら 他出演:桜井ルル、上条えりか、はらだはるな、長谷川美紅、松山理江
- 妹調教倶楽部（2月15日、マルクス兄弟）他出演:岡野美憂、倉本安奈、七瀬カズサ
- 私は痴女 4時間DX 5（2月27日、クリスタル映像）他多数出演
- 猟奇婦女暴行全集・上巻（4月3日、ヒビノ）
- 綺麗な牝を飼いませんか2（4月14日、隼エージェンシー）他出演:藤森かおり、松沢はな、青木ゆめ、泉京華、来栖ゆみ、米倉美鈴、きくま聖、安西みわ
- ザ レズファイト 〜ザベストバウト〜 完全ノーカット版（4月15日、SODクリエイト）共演:山口玲子 他出演:加藤咲良、杉森風緒、桜田さくら、古河由摩、森野あおば、七海りあ、田村麻衣
- 先生がスケベすぎて僕…もうガマンできない（4月25日、エーピーエー）他出演:藤森かおり、雪野弥生、流川ユリア、安西由美子
- AV制作会社流出ビデオ1（7月9日、ゴーゴーズ）
- 野外羞恥女子校生1（7月20日、ネクストイレブン）オムニバス作品
- 黒い欲情 喪服令嬢の淫獣儀式（9月24日、セブンエイト）他出演:杉森風緒
- 月刊マゾヒスト 女優編（9月24日、笠倉出版社）オムニバス作品
- COSTUME DANCER 2（10月22日、ジャネス）他出演:一色志乃、柿本彩菜、片瀬梨音、菊川あずみ、波風まお、結城京佳、遊佐七海、ゆりあ
- 集団痴女乱舞（10月31日、アリーナエンターテイメント）他出演:朝倉なほ、松岡紗幸、葉月かんな
- 女だらけのLOVEレズKISS（11月15日、MOODYZ）共演:松坂樹梨、秋元優奈 他出演:三上翔子、森乃ひよこ、田村麻衣、西村あみ、藤森かおり、広瀬奈央美、松葉まどか 他
- 女教師!校内レイプ!痴漢電車!女子校生! 淫乱女優20人（11月19日、隼エージェンシー）他19名出演
- 24人のカリスマアイドル4（12月24日、ケイ・エム・プロデュース）他23名出演

2005年
- 出来る限りのNOモザイクNO隠し ファイブ（5月25日、ホットエンターテイメント）他出演:葵美久、河合エリ、菊川あずみ、松浦美和
- 肉獄近親相姦 6 家族で凌辱母と娘（6月17日、ルビー）共演:西口千佳、中村京子
- 最強レズバトル14人3時間（11月13日、マルクス兄弟）オムニバス作品
- 24人のカリスマアイドル5（12月16日、ケイ・エム・プロデュース）他23名出演

二次使用作品
- うまなみ。プレゼンツ いいオンナ 4時間（2004年5月21日、ケイ・エム・プロデュース）共演:春野さくら、うまなみ作品『いい女に犯されたい!』のセルDVD化作品 他出演:中野千夏、杉森風緒、中谷カイト、藤森かおり、森咲小雪、仲真リカ、伊藤まり 他
- 帰ってきた全裸スポーツシリーズ バスケットボール&バレーボール2時間スペシャル（2004年8月5日、ディープス）

総集編
2003年
- 生 SEX LIVE（6月15日、ホットエンターテイメント）…出演:倉本安奈、泉星香、中里優奈、澤宮有希
- 100人美脚!240分（9月20日、ホットエンターテイメント）
- ドグマ2003上半期作品集（11月10日、ドグマ）
- レズスペシャルコレクション2003（12月14日、SODクリエイト）
- DASH1周年作品集おいしいとこだけ選んでます 2002〜2003（12月18日、SODクリエイト）

2004年
- MOODYZ 2003年7月〜12月作品集（3月15日、MOODYZ）
- レズビアンBEST2（4月1日、MOODYZ）
- ドグマ2003下半期作品集（5月8日、ドグマ）
- 強制フェラ・ベスト vol.1（11月8日、ドグマ）
- 極上4時間緊縛（11月19日、イエローボックス）

2005年
- 集団痴女BEST（2月1日、MOODYZ）
- 強制ストリップ劇場 2（3月4日、アイエナジー）オムニバス作品
- 騎女スペシャル [巧みなオトコ騎り]（4月15日、ワープエンタテインメント）
- 拘束椅子トランス ベスト vol.1（4月15日、ドグマ）
- THE フ○ラチオ4時間 パーフェクトコレクション（5月13日、ビッグモーカル）
- LES X LES X LES（7月1日、ワンズファクトリー）共演:倉本安奈 複数のレズ女優によるオムニバス作品
- みるきぃぷりん ぜんぶ。3 美少女130タイトル全部入り（8月19日、みるきぃぷりん♪）…オムニバス作品

2006年
- ホットエンターテイメント15周年アニバーサリー企画 女優BEST15（6月20日、ホットエンターテイメント）

2007年
- 女教師暴行レイプ BEST OF 8時間（4月20日、デジタルドリーム）

他